# Escut de Lludient
L'escut de Lludient és un símbol representatiu oficial de Lludient, municipi del País Valencià, a la comarca de l'Alt Millars. Té el següent blasonament:
| « | Escut quarterat. Primer quarter, creu processional en camper atzur. Segon, els pals d'Aragó. Tercer, dos llops d'or en pal sobre gules. I quart, en camper de sable, castell roquer amurallat en el seu color, cap a on puja un brau amb torxes enceses a les seues astes. | » |

## Història

Escut ornamentat.

L'escut de Lludient fou aprovat per Decret de 12 d'abril de 1957 del Ministeri de la Governació, publicat al BOE núm. 116 de 30 d'abril.
La creu processional és la creu gòtica que pertany a la parròquia. Els quatre pals commemoren la conquesta de la vila per Jaume I en 1238. Els llops són les armes dels Gurreas, primers ducs de Vilafermosa i senyors d'aquesta vila. El castell amb el bou negre recorda la conquesta del Castell del Bou Negre: Els cristians juntament amb moros aliats assetjaven el castell, reuniren tots el ramats de la contornada i, de nit, espantaren els animals, amb destrals encesos a les astes, en direcció cap al castell. Els assetjats anaren a protegir la muralla, però els cristians atacaren per la part contrària i prengueren el castell.

Projecte d'escut aprovat pel Ple de l'Ajuntament el 1956.

En 1956 l'Ajuntament en ple aprovà una proposta d'escut municipal molt semblant a l'escut actual. El disseny era obra de Lluís Sales Boïl. En la proposta original canviava l'ordre dels quarters i en lloc de la creu processional hi apareixia una hòstia consagrada i un calze d'or, en representació del santíssim sagrament, i en record de la consagració de la nova església parroquial construïda l'any 1796.
La Reial Acadèmia de la Història (RAH) va emetre un dictamen favorable, però on, en realitat, canviava l'escut original aprovat per l'Ajuntament. En aquest dictamen la RAH reprotxava al consistori vulgaritzar dogmes sagrats, ja que la consagració d'una església no li semblava motiu prou digne per a ser representat amb l'hòstia (pa) consagrada. Va canviar aquesta per una creu processional i va posar-la en el primer quarter per ser el lloc més honorable de l'escut.